# IC 4657
IC 4657 је емисиона маглина у сазвјежђу Змијоноша која се налази на листи објеката дубоког неба у Индекс каталогу.
Деклинација објекта је - 17° 31' 30" а ректасцензија 17h 32m 42,0s. IC 4657 је још познат и под ознакама CED 146.